# Titanics undergång
Titanics undergång (eng: A Night to remember) är en brittisk dramafilm från 1958 i regi av Roy Ward Baker. Filmen är baserad på boken  A Night to Remember från 1955.

## Handling
Det nybyggda passagerarfartyget Titanic  är världens största och säkraste fartyg och ses av många som osänkbart. Hennes passagerare består av allt från fattiga emigranter till personer från socitetetens topp. Men på sin jungfrufärd från Southhampton till New York kolliderar fartyget med ett isberg och börjar sakta att sjunka. Titanic är bara utrustat med livbåtar för hälften av de ombordvarande och närmaste fartygen är för långt borta för att komma till undsättning. Medan Titanic sakta försvinner under vattenytan inleds den fruktansvärda kampen för överlevnad i det iskalla vattnet.

## Om filmen
Filmen är baserad på Walter Lords bok med samma namn som utkom 1955. Producenten William MacQuitty var särskilt mån om att filmen skulle bli så historiskt korrekt som möjligt och hade därför många överlevande från förlisningen som tekniska rådgivare under inspelningen.
James Camerons film Titanic från 1997 delar många liknande scener med Titanics undergång och Cameron har erkänt att han inspirerades av filmen.

## Rollista
- Kenneth More - Andre styrman Charles Lightoller
- Ronald Allen - Mr. Clarke
- Robert Ayers - Arthur Godfrey Peuchen
- Honor Blackman - Mrs. Liz Lucas
- Anthony Bushell - Kapten Arthur Rostron (Carpathia)
- John Cairney - Mr. Murphy
- Jill Dixon - Mrs. Clarke
- Jane Downs - Mrs. Sylvia Lightoller
- James Dyrenforth - Överste Archibald Gracie IV
- Michael Goodliffe - Thomas Andrews
- Kenneth Griffith - Telegrafisten Jack Phillips
- Harriette Johns - Lady Richard
- Frank Lawton - Bruce Ismay
- Richard Leech - Förste styrman William Murdoch
- David McCallum - Assisterande telegrafist Harold Bride
- Alec McCowen - Telegrafist Harold Thomas Cottam (Carpathia)
- Geoffrey Bayldon - Telegrafist Cyril Evans (Californian)
- Tucker McGuire - Mrs. Margaret "Molly" Brown
- John Merivale - Robbie Lucas
- Ralph Michael - Jay Yates
- Laurence Naismith - Kapten Kapten John Smith
- Russell Napier - Kapten Stanley Lord (Californian)
- Redmond Phillips - Mr. Hoyle
- George Rose - Chefsbagaren Charles Joughin
- Charles Belchier - Wallace Hartley
- Joseph Tomelty - Dr. William O'Loughlin
- Jack Watling - Fjärde styrman Joseph Boxhall
- Patrick Waddington - Sir Richard
- Howard Pays - Femte styrman Harold Lowe
- Michael Bryant - Sjätte styrman James Moody
- Cyril Chamberlain - Kvartersmästare Rowe
- Richard Clarke - Martin Gallagher
- Bee Duffell - Mrs. Farrell
- Harold Goldblatt - Benjamin Guggenheim
- Gerald Harper - Tredje styrman (Carpathia)
- Thomas Heathcote - Steward
- Andrew Keir - Andre maskinist James Hesketh
- Harold Siddons - Andre styrman Herbert Stone (Californian)
- Howard Lang - Överstyrman Henry Wilde (ej krediterad)
- Bernard Fox - Frederick Fleet (ej krediterad)
- Sean Connery - besättningsman på däck (ej krediterad)

## DVD
Filmen finns utgiven på DVD. 